# Aphilopota rufiplaga
Aphilopota rufiplaga là một loài bướm đêm trong họ Geometridae.